# Gare de Valognes
Gare de Valognes vasútállomás Franciaországban, Valognes településen.

## Vasútvonalak
Az állomást az alábbi vasútvonalak érintik:
- Mantes-la-Jolie–Cherbourg-vasútvonal

## Kapcsolódó állomások
A vasútállomáshoz az alábbi állomások vannak a legközelebb:
- Gare de Cherbourg
- Gare de Carentan